# Dracula (Orchideen)
Die Gattung Dracula gehört der Familie der Orchideen (Orchidaceae) an. Sie wurde erst 1978 durch den Botaniker Carlyle A. Luer als eigene Gattung eingestuft, vorher galt sie der Gattung Masdevallia zugehörig (Masdevallia Section Saccilabiatae). Sie umfasst etwa 130 meist epiphytische Arten, die vom südlichen Mexiko bis nach Peru beheimatet sind.  Der Name bedeutet kleiner Drache und ist eine Hommage an die von Heinrich Gustav Reichenbach beschriebene Art Dracula chimaera, sowie an die drei äußeren Blütenblätter, die schwanzähnlich auslaufen und an fliegende Fledermäuse erinnern (es heißt, Luer habe die Publizität, die er der Gattung mit diesem Namen verschafft hat, später bereut). Die dunkle Farbe und ein dazu passender Geruch sind offenbar als Nachahmung von Pilz-Fruchtkörpern entstanden. Die Arten der Gattung werden von Fliegen bestäubt, die normalerweise an Pilzen leben.

## Beschreibung
Die Arten der Gattung Dracula sind meist epiphytische, seltener terrestrische, krautige Pflanzen. Sie wachsen horstig oder mit einem kriechenden oder aufsteigenden Rhizom. Die Wurzeln sind von einem zwei oder drei Zelllagen dicken Velamen umgeben. Der Spross ist von röhrenförmigen Niederblättern umhüllt, er trägt am Ende ein einzelnes, dünn-ledriges Laubblatt. Das Blatt ist längs der Mittelrippe gekielt oder mit mehreren längs verlaufenden Adern versehen. Die Blattform ist linealisch bis elliptisch, das Blatt endet meist spitz, die Blattbasis ist stielartig verschmälert. Auf beiden Blattseiten sind drüsige Haare vorhanden.

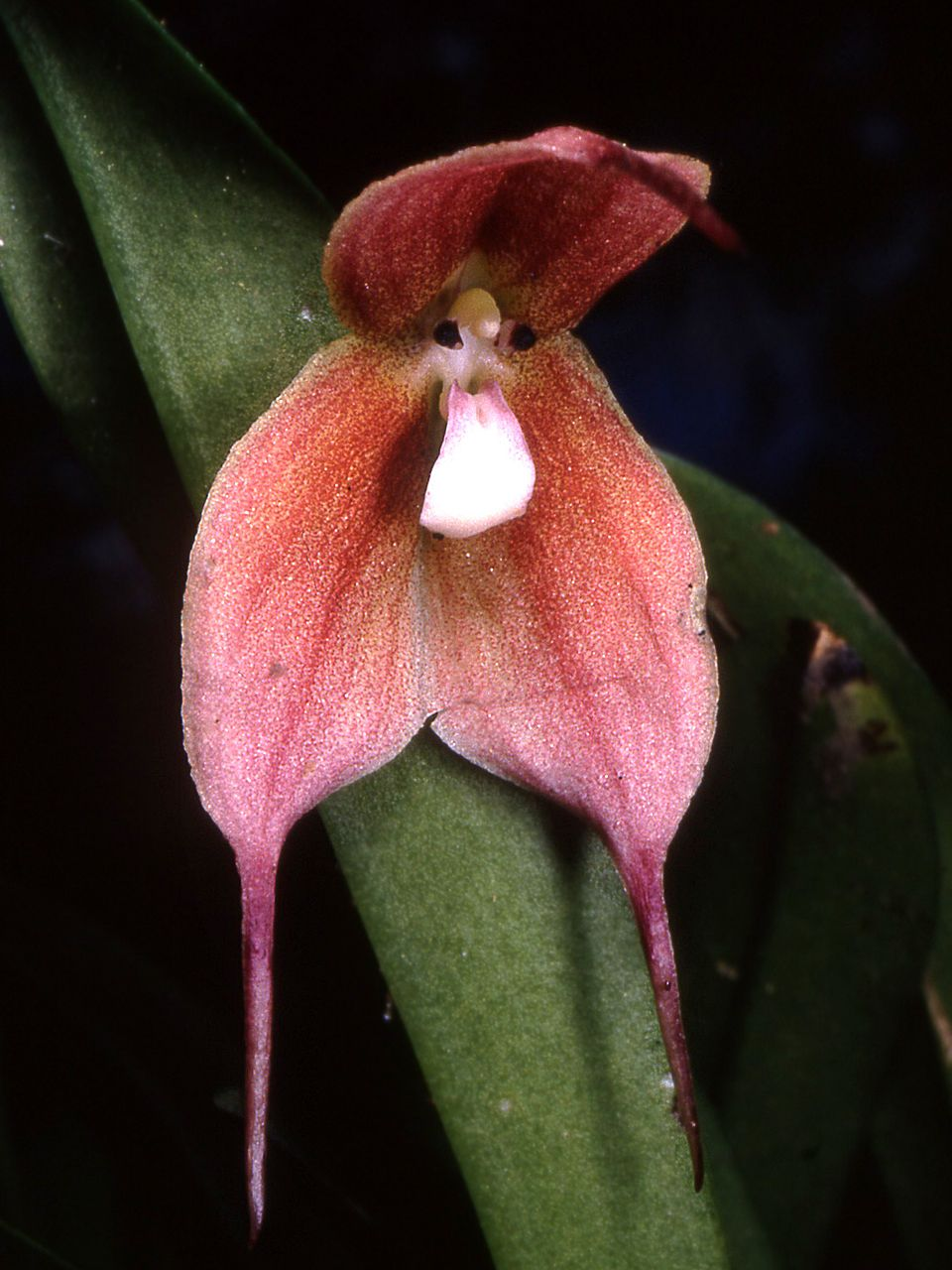
Blüte von Dracula iricolor

Der traubige Blütenstand enthält meist mehrere, sich nacheinander öffnende Blüten, selten ist er einblütig. Die Tragblätter der Blüten umfassen den Blütenstandsstiel röhrenförmig. Der Fruchtknoten ist unbehaart, die Blüten sind resupiniert. Die drei äußeren Blütenhüllblätter (Sepalen) sind oval geformt, sie enden spitz oder stumpf und besitzen einen lang auslaufenden Fortsatz. Sie sind in unterschiedlichem Grad miteinander verwachsen. Die seitlichen Petalen sind klein, länglich geformt und von knorpliger Textur. Sie sind am Ende zu zwei warzigen Taschen zusammengezogen. Die Lippe ist spatelförmig und fleischig, sie ist gelenkig mit der Säule verbunden. Die Säule ist im Querschnitt halbkreisförmig, an den Seiten geflügelt. Sie bildet einen „Fuß“, an dem die Lippe ansetzt. Das Staubblatt enthält zwei seitlich zusammengedrückte Pollinien, die Narbe besteht aus einer Fläche. Es werden elliptische Kapselfrüchte gebildet.

## Verbreitung
Die Arten der Gattung Dracula sind in Mittel- und Südamerika beheimatet, das Verbreitungsgebiet reicht vom Süden Mexikos bis nach Peru. Die meisten Arten sind aus den Ländern des Andengürtels beschrieben. In Kolumbien leben 72 Arten, in Ecuador 53, in Costa Rica nur noch vier. Die Gattung fehlt z. B. auf den Antillen, in Venezuela, Bolivien und Brasilien.
Die meisten Arten sind aus ungestörten Tropenwäldern bekannt geworden, nur wenige auch aus Sekundärwäldern, sie sind meist selten mit kleinem Verbreitungsgebiet. Die Gattung findet man in Höhenlagen von 300 bis 2.800 Metern, die größte Artenvielfalt jedoch vor allem in Wäldern der Gebirgsregenwaldstufe von etwa 1.500 bis 2.500 Höhenmetern.

## Ökologie
Die Dracula-Arten sind Epiphyten in immerfeuchten Wäldern, wo sie in einer Moos- oder Humusschicht wachsen.
Bei einigen Arten verströmen die Blüten einen Geruch nach Pilzen. Bei Dracula chestertonii wurden die Duftstoffe 1-Octen-3-ol und 3-Octanon festgestellt, Dracula chimaera riecht ähnlich. Der Duft lockt Fliegen als Bestäuber an, die normalerweise an Pilzen leben. In Einzelfällen kommt es hier sogar zur Eiablage durch getäuschte Fliegen. Bei den Arten Dracula lafleurii und Dracula felix wurden an Pilzen lebende Fruchtfliegen (Drosophilidae) als Bestäuber identifiziert. Die Bestäubung erfolgt hier durch einen Klemm-Mechanismus des Säulchens, der die Fliegen temporär einklemmt. Eine Ausnahme bildet Dracula sodiroi, die von Vögeln bestäubt wird.

## Bedrohung
Die Gattungen Dracula und Masdevallia zeichnen sich durch spektakuläre Blüten in der sonst unscheinbaren Untertribus Pleurothallidinae aus. Dadurch sind sie bei Sammlern und Züchtern begehrt, einige Arten werden kommerziell gehandelt. Durch illegales Besammeln und Abholzung von Tropenwäldern sind zahlreiche Arten in ihrem Bestand bedroht, möglicherweise sind vierzehn der beschriebenen Arten bereits ausgestorben. Die Arten sind besonders gefährdet durch ihre Seltenheit und ihr meist nur kleines Verbreitungsgebiet. Zahlreiche Arten sind nur von einem einzigen Fundort bekannt, mehr als zwei Drittel der Arten von drei oder weniger. Handelsbeschränkungen durch Aufnahme in das Washingtoner Artenschutzübereinkommen (CITES) werden erwogen.

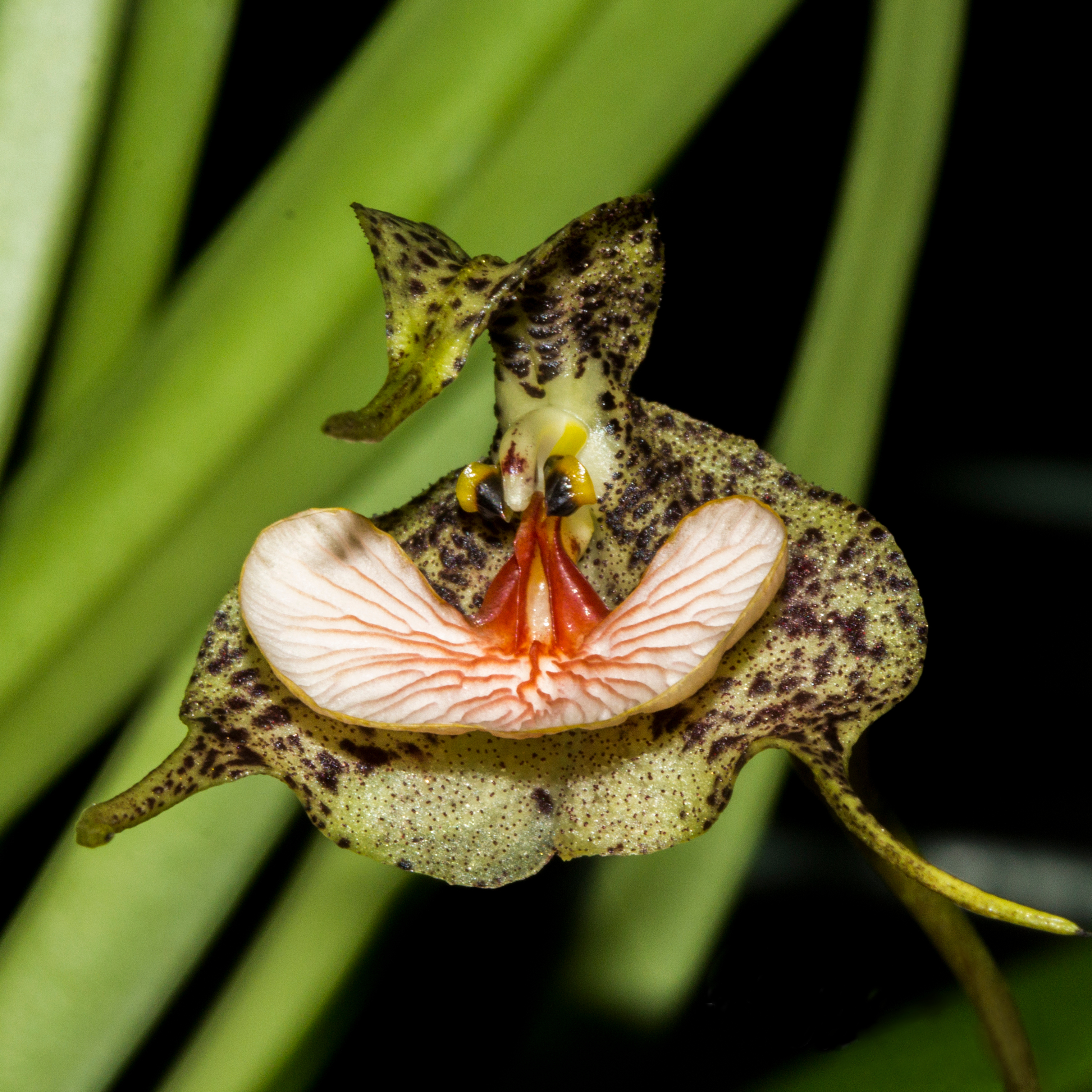
Dracula chestertonii

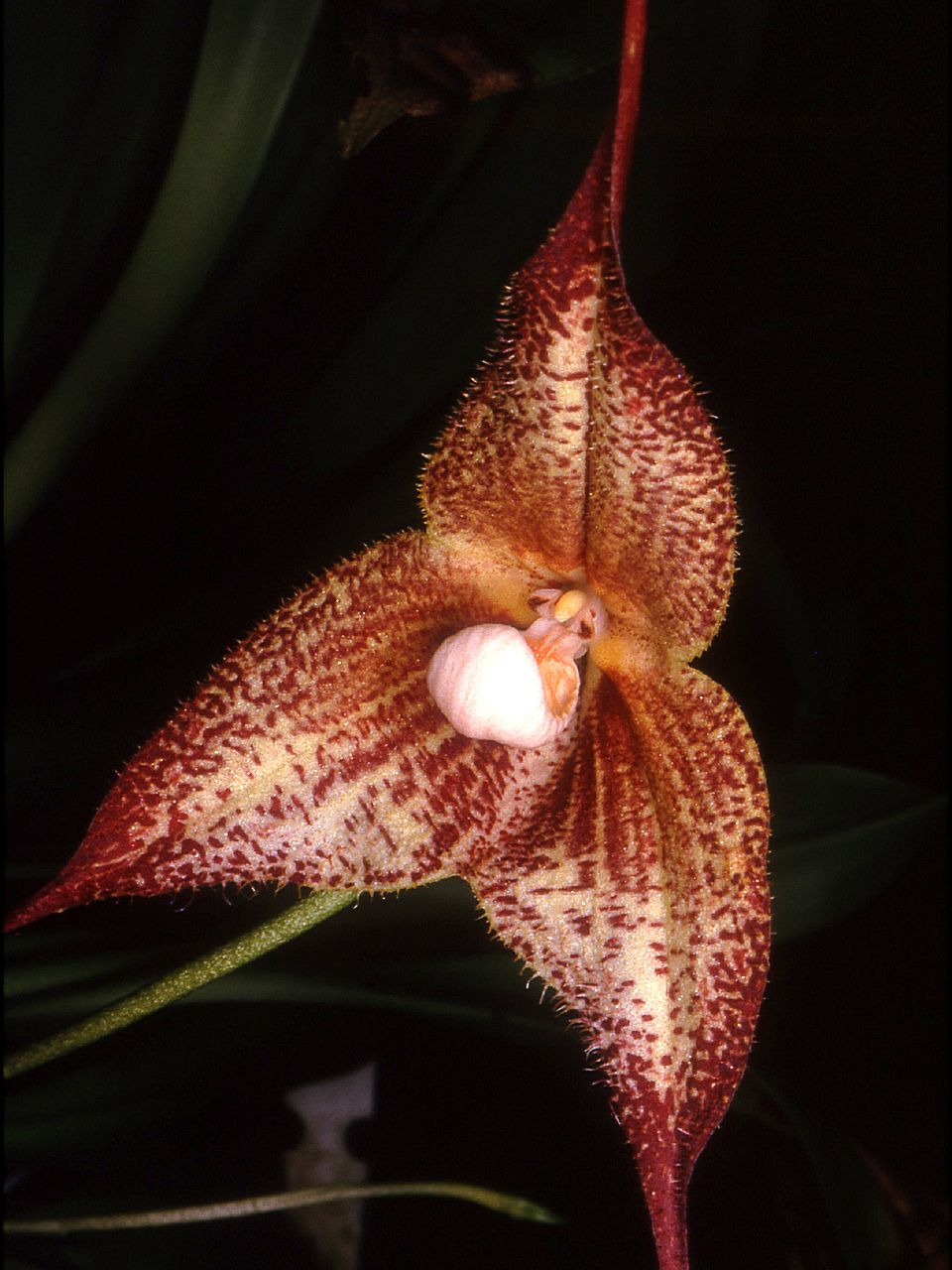
Dracula chimaera

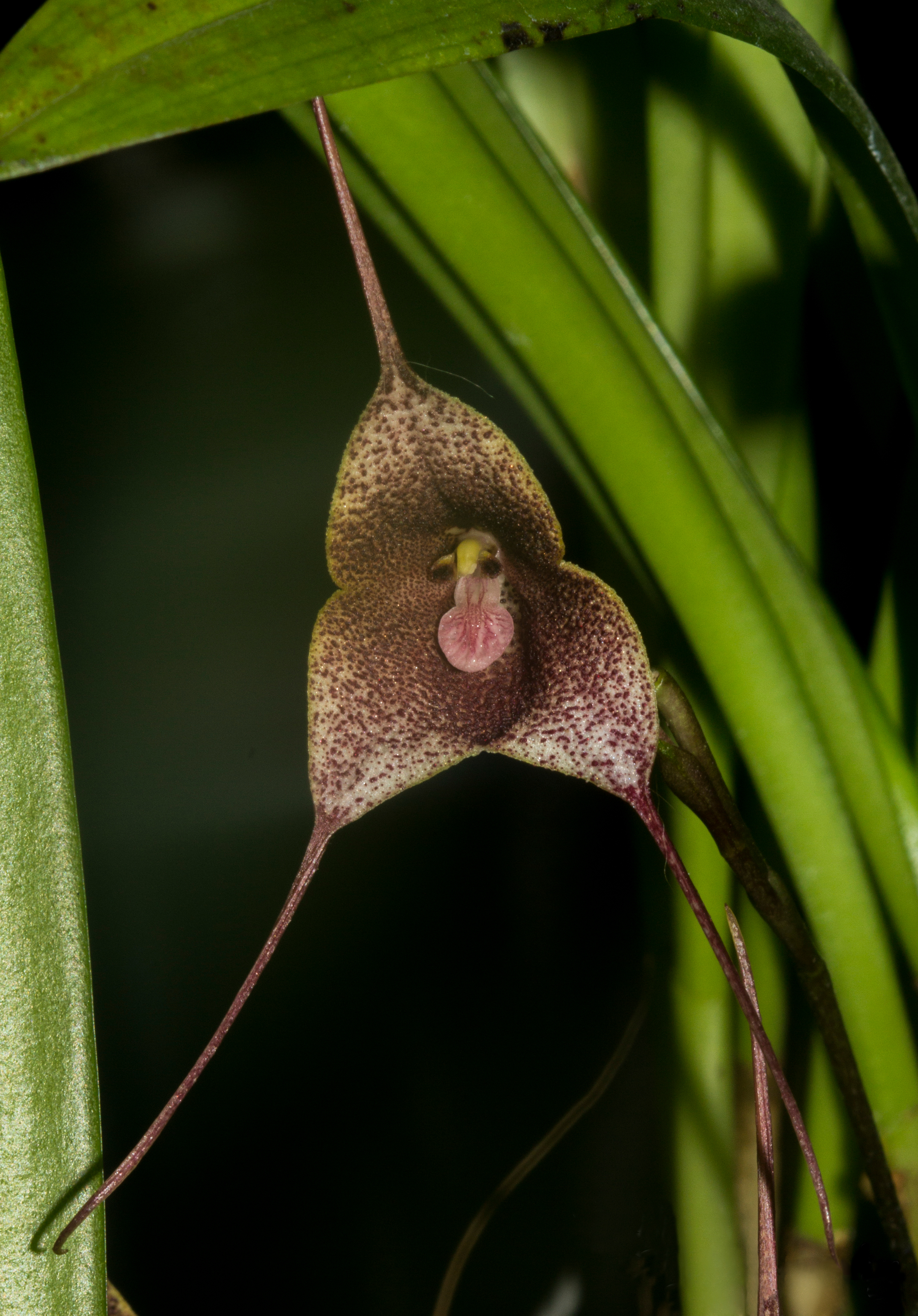
Dracula diabola

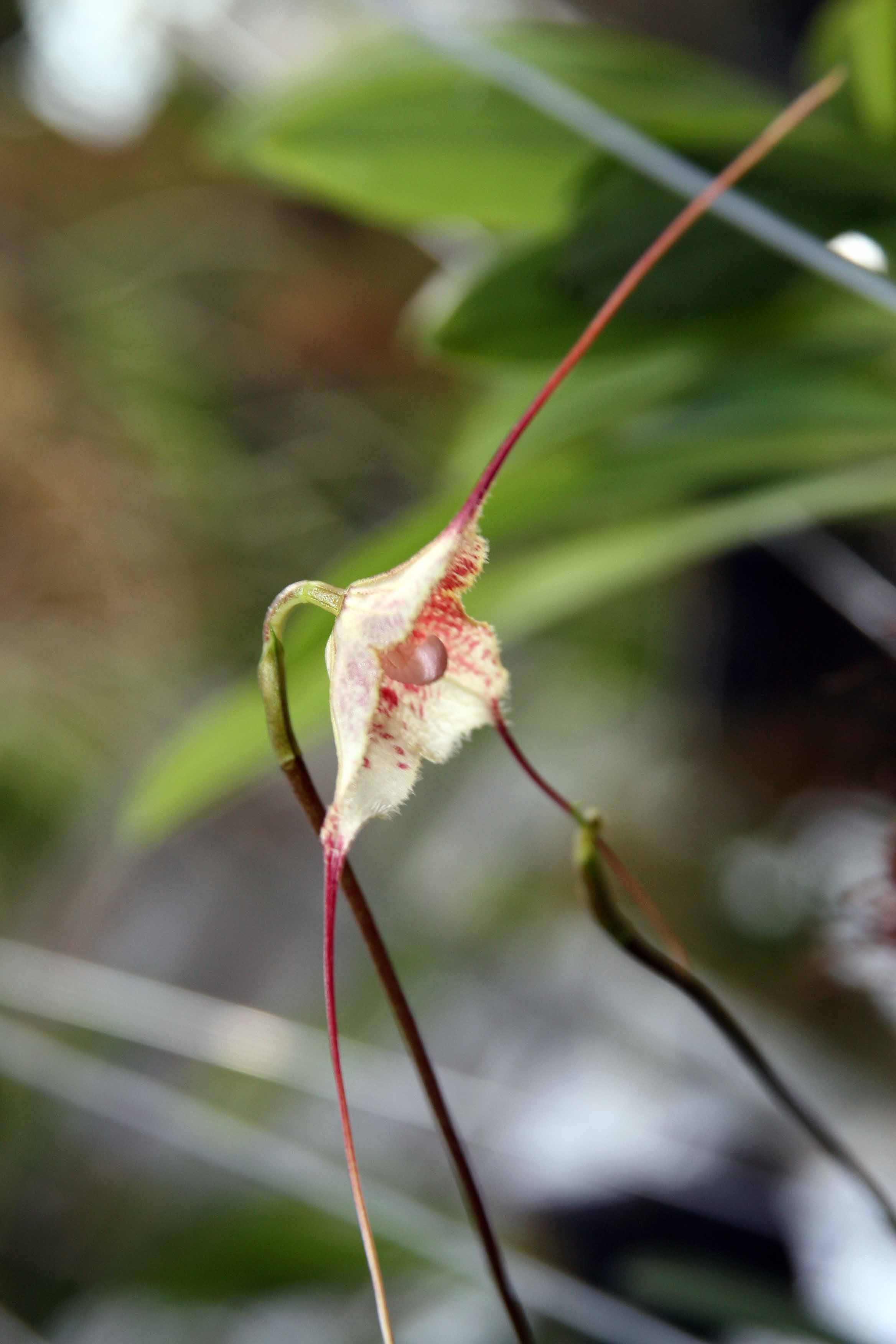
Dracula erythrochaete

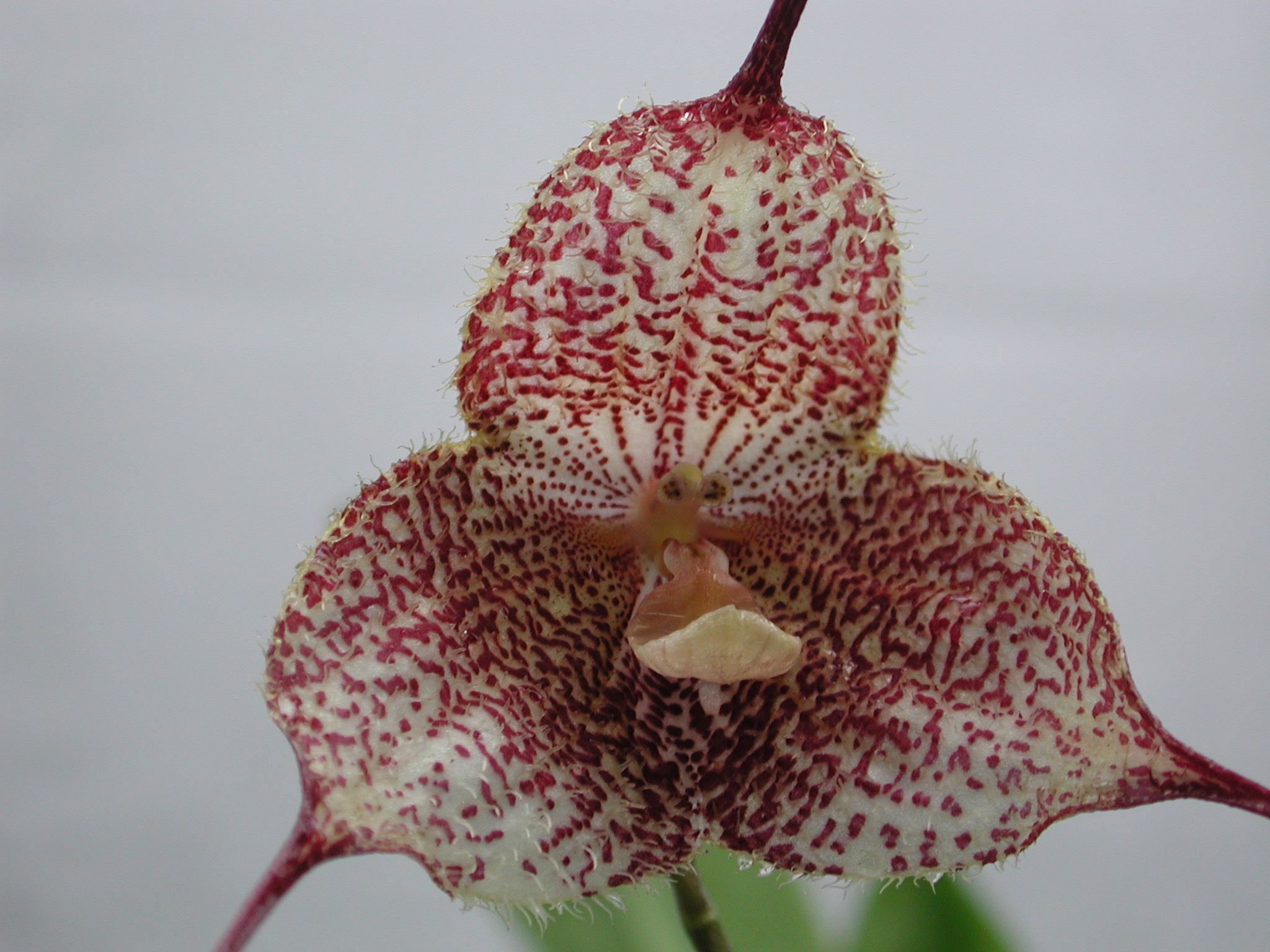
Dracula gorgona

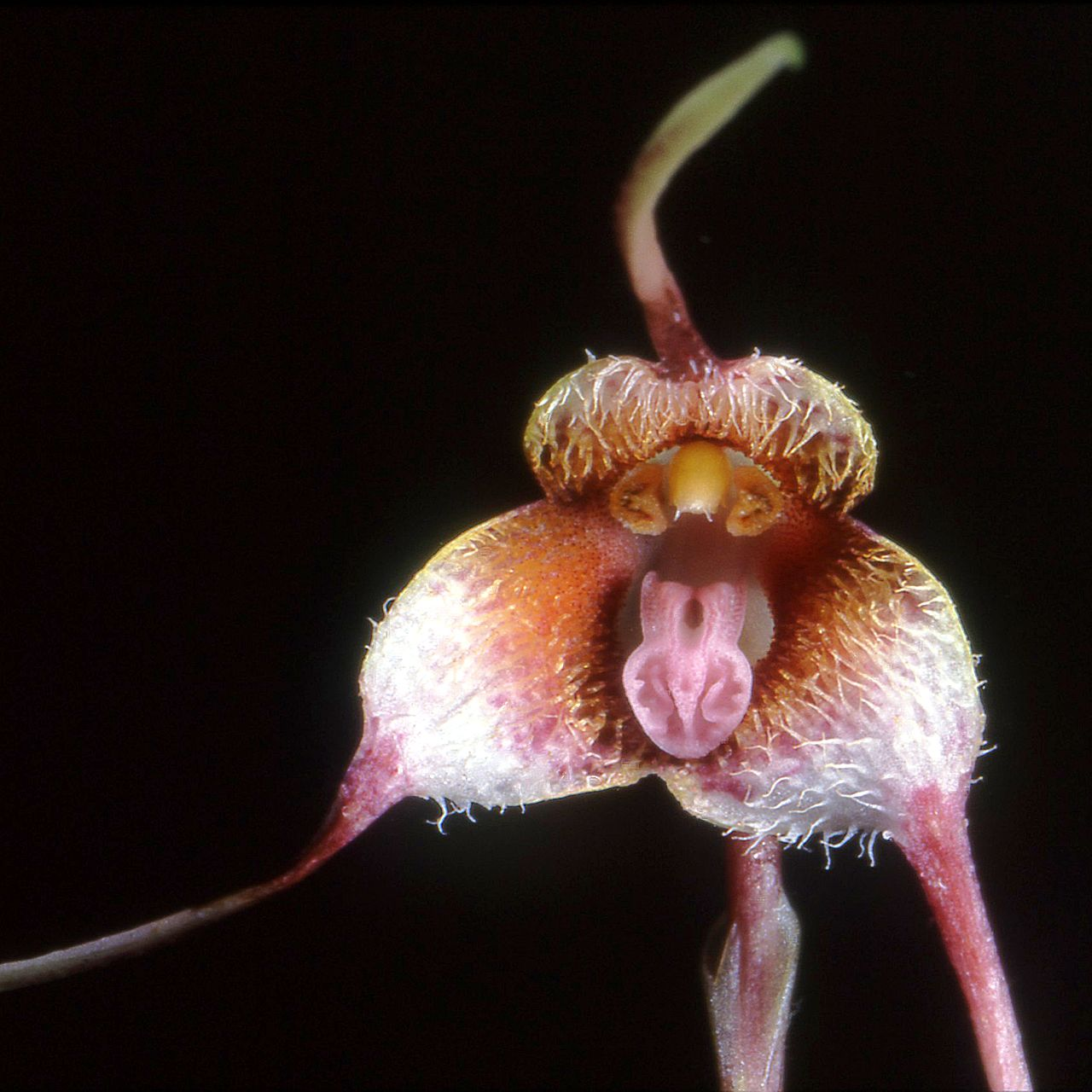
Dracula lotax

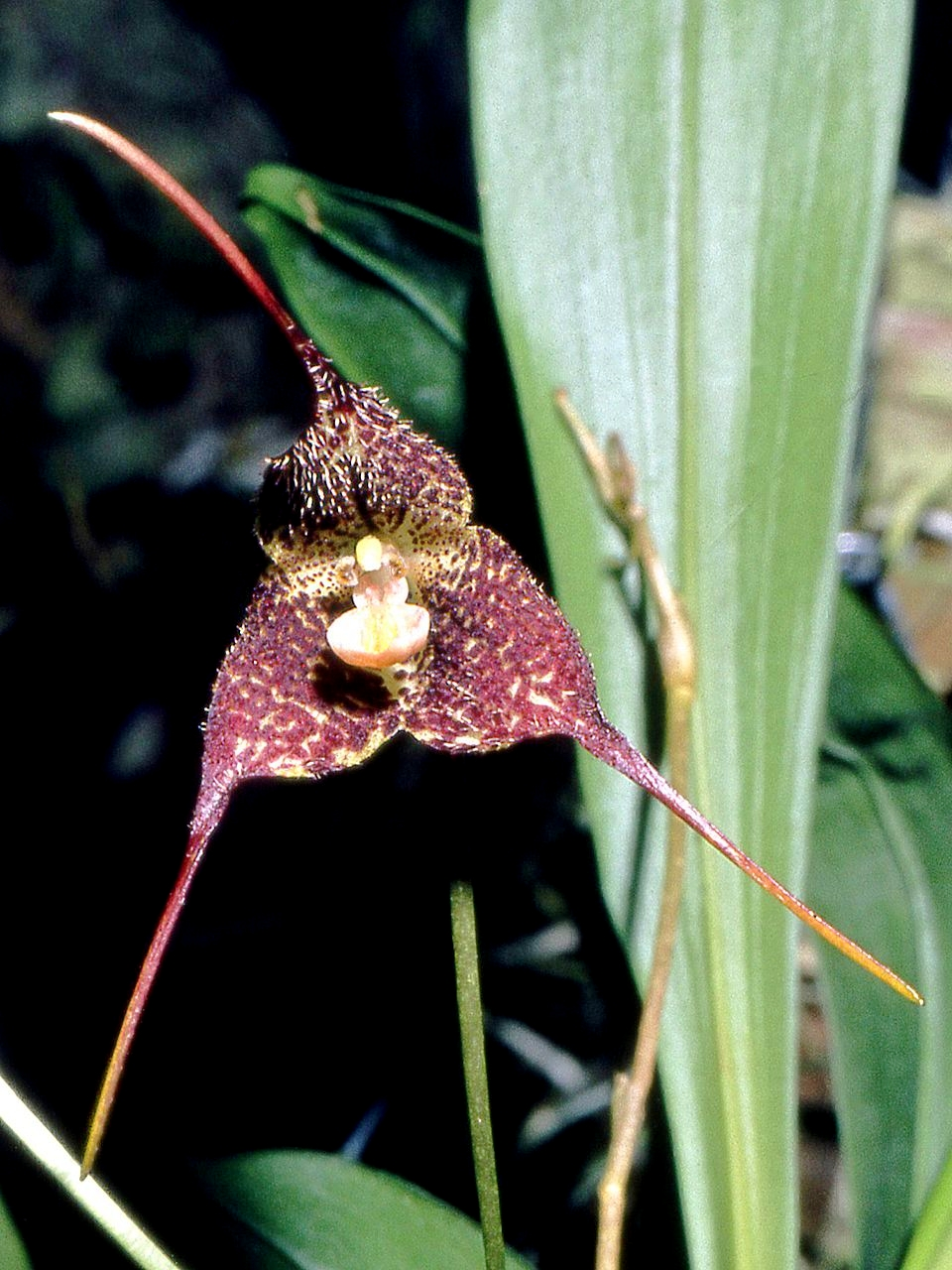
Dracula minax

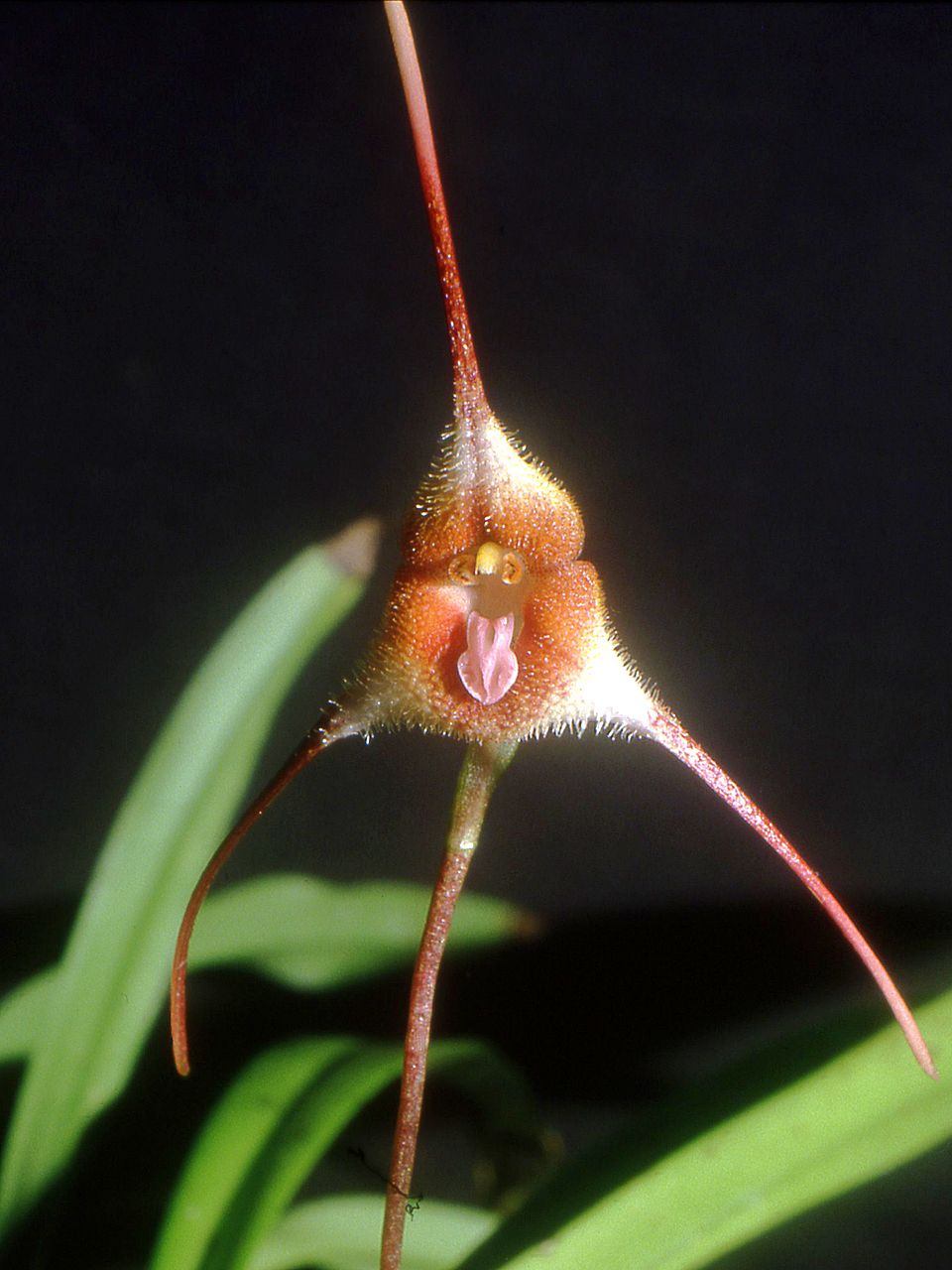
Dracula posadarum

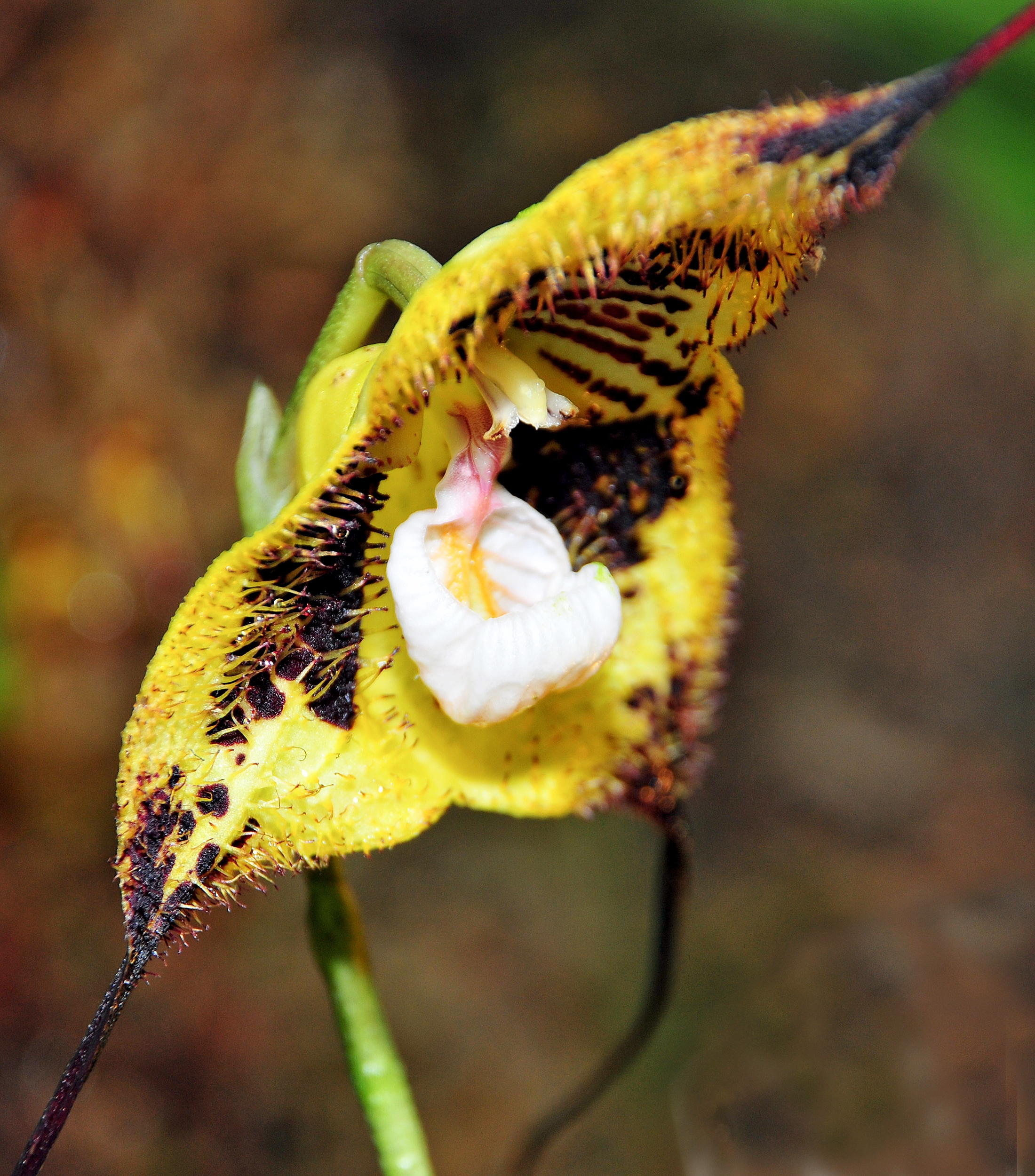
Dracula robledorum

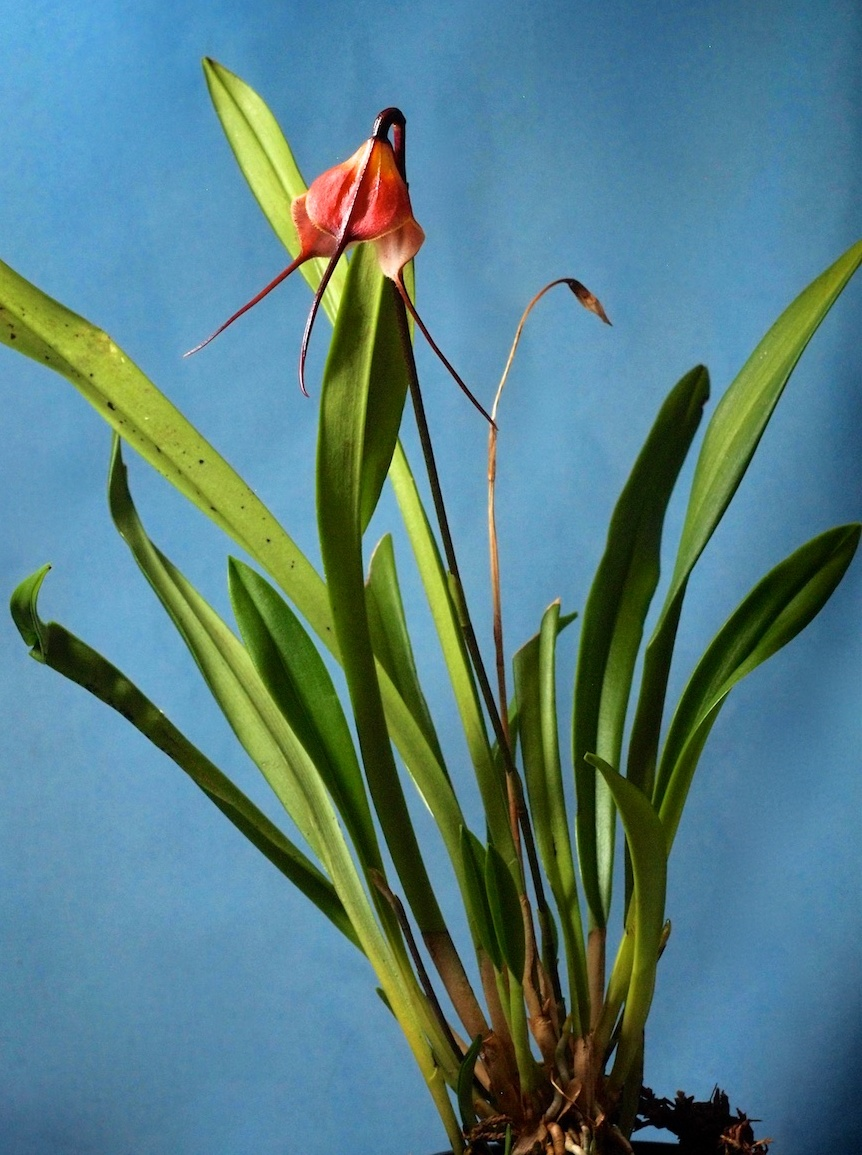
Dracula sijmii

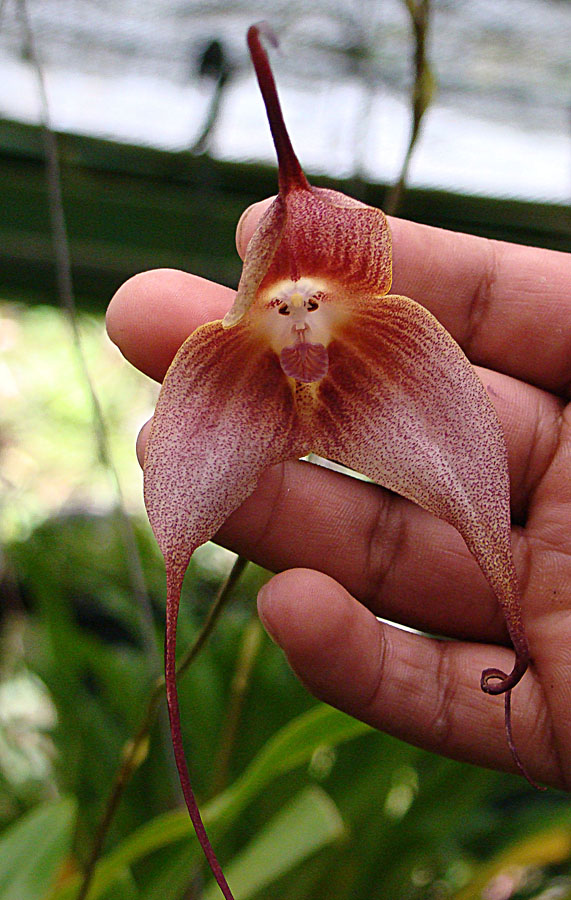
Dracula simia

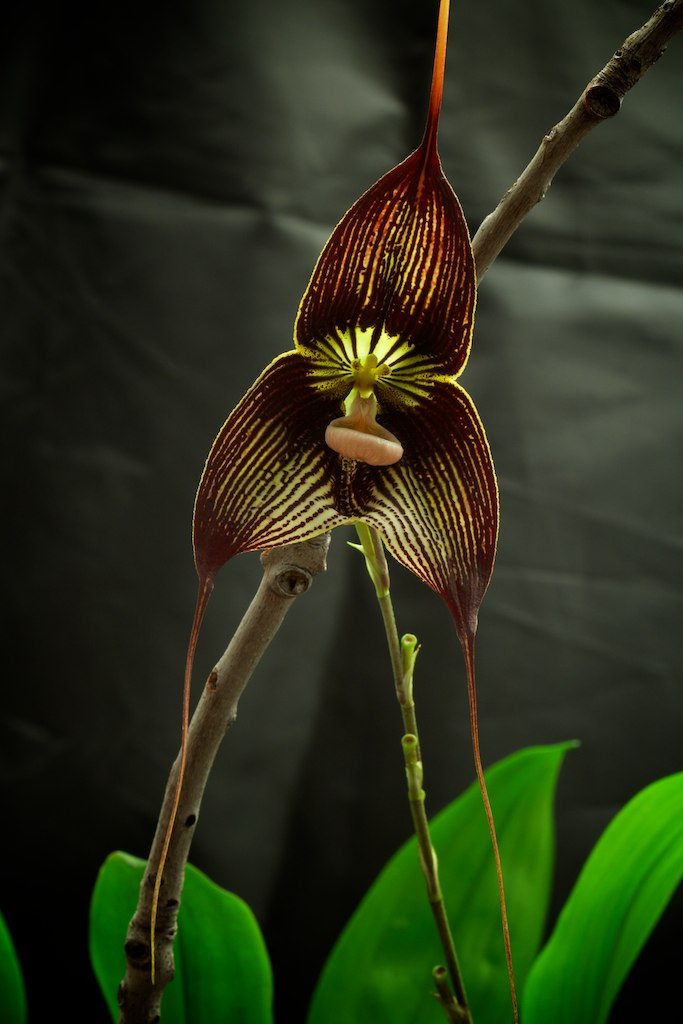
Dracula vampira

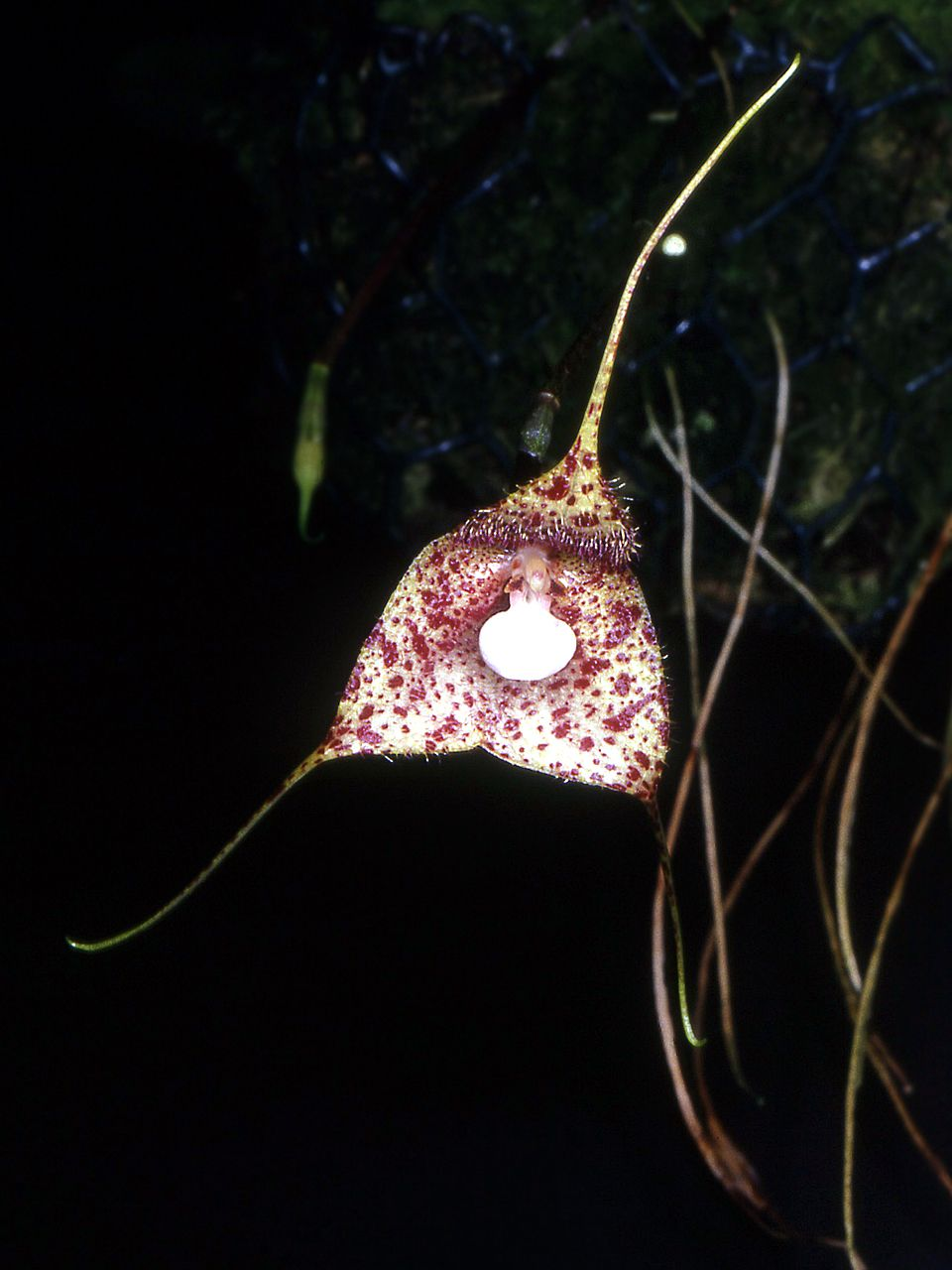
Dracula vespertilio

## Systematik und botanische Geschichte
Die Gattung Dracula gehört zur Subtribus Pleurothallidinae. Nach DNA-Analysen stellt sie eine monophyletische Gruppe dar. Nah verwandt sind die Gattungen Diodonopsis, Masdevallia, Porroglossum und Trisetella; Dracula ist die Schwestergruppe zu einer Klade aus Masdevallia und Porroglossum. Innerhalb der Pleurothallidinae stellt Dracula eine der jüngsten Gruppen dar, entsprechend unterscheiden sich die einzelnen Arten auf der Ebene der DNA nur wenig voneinander.
Die Gattung wurde 1978 von Carlyle August Luer in Selbyana Band 2, Seite 190 aufgestellt. Luer publizierte mehrere Arbeiten zu dieser Gattung, unter anderem eine Unterteilung in Untergattungen, Sektionen, Subsektionen und Serien. Diese Aufteilung spiegelt wahrscheinlich nicht die Verwandtschaftsverhältnisse der Arten wider, wird aber zu Bestimmungszwecken als nützlich angesehen.
Die folgende alphabetische Liste der Gattung Dracula umfasst 138 Arten und drei Naturhybriden, die von den Wissenschaftlern von Kew Gardens, London, als gültig akzeptiert sind.
- Dracula adrianae Luer: Kolumbien.[9]
- Dracula agnosia  A. Doucette (neu beschriebene Art vom 1. Juni 2012 aus Panama)
- Dracula alcithoe Luer & R.Escobar: Südwestliches Kolumbien bis nördliches Ecuador.[9]
- Dracula amaliae Luer & R.Escobar: Westliches Kolumbien bis nordwestliches Ecuador.[9]
- Dracula andreettae (Luer) Luer: Westliches Kolumbien bis nordwestliches Ecuador.[9]
- Dracula anthracina Luer & R.Escobar: Nordwestliches Kolumbien.[9]
- Dracula antonii Luer: Kolumbien.[9]
- Dracula aphrodes Luer & R.Escobar: Kolumbien (Valle del Cauca).[9]
- Dracula astuta (Rchb.f.) Luer: Costa Rica.[9]
- Dracula barrowii Luer: Peru.[9]
- Dracula bella (Rchb.f.) Luer: Kolumbien.[9]
- Dracula bellerophon Luer & R.Escobar: Westliches Kolumbien.[9]
- Dracula benedicti (Rchb.f.) Luer: Kolumbien.[9]
- Dracula berthae Luer & R.Escobar: Kolumbien.[9]
- Dracula brangeri Luer: Kolumbien.[9]
- Dracula callithrix N.Peláez, Buit-Del. & Gary Mey.: Kolumbien.[9]
- Dracula carcinopsis Luer & R.Escobar: Kolumbien (Valle del Cauca).[9]
- Dracula carlueri Hermans & P.J.Cribb: Costa Rica.[9]
- Dracula chestertonii (Rchb.f.) Luer: Westliches Kolumbien.[9]
- Dracula chimaera (Rchb.f.) Luer: Westliches Kolumbien[9] - Typus Species
- Dracula chiroptera Luer & Malo: Südwestliches Kolumbien bis Ecuador.[9]
- Dracula christineana Luer: Wohl Ecuador.[9]
- Dracula circe Luer & R.Escobar: Kolumbien.[9]
- Dracula citrina Luer & R.Escobar: Kolumbien.[9]
- Dracula cochliops Luer & R.Escobar: Südwestliches Kolumbien.[9]
- Dracula cordobae Luer: Südwestliches Ecuador.[9]
- Dracula cutis-bufonis Luer & R.Escobar: Kolumbien.[9]
- Dracula dalessandroi Luer: Südliches Ecuador.[9]
- Dracula dalstroemii Luer: Nordwestliches Ecuador.[9]
- Dracula decussata Luer & R.Escobar: Westliches Kolumbien.[9]
- Dracula deltoidea (Luer) Luer: Südöstliches Ecuador.[9]
- Dracula deniseana Luer!--(2002)-->: Peru.[9]
- Dracula dens-canis  N.Peláez: Kolumbien.[9]
- Dracula diabola Luer & R.Escobar: Kolumbien.[9]
- Dracula diana Luer & R.Escobar: Westliches Kolumbien.[9]
- Dracula dodsonii (Luer) Luer: Kolumbien und Ecuador.[9]
- Dracula erythrochaete (Rchb.f.)Luer : Costa Rica bis westliches Panama.[9]
- Dracula erythrocodon (Luer & Dalström) O.Gruss & M.Wolff: Ecuador.[9]
- Dracula exasperata Luer & R.Escobar: Südwestliches Kolumbien.[9]
- Dracula fafnir Luer: Südöstliches Ecuador.[9]
- Dracula felix (Luer) Luer: Südwestliches Kolumbien bis Ecuador.[9]
- Dracula fernandezii Cavestro: Ecuador.[9]
- Dracula fuligifera Luer: Ecuador.[9]
- Dracula fuliginosa (Luer) Luer: Ecuador.[9]
- Dracula gastrophora Luer & Hirtz: Ecuador.[9]
- Dracula gerhardii Luer & Sijm: Nordöstliches Kolumbien.[9]
- Dracula gigas (Luer & Andreetta) Luer: Westliches Kolumbien bis nordwestliches Ecuador.[9]
- Dracula gorgona (H.J.Veitch) Luer & R.Escobar: Westliches Kolumbien.[9]
- Dracula gorgonella Luer & R.Escobar: Kolumbien.[9]
- Dracula hawleyi Luer: Nordwestliches Ecuador.[9]
- Dracula hirsuta Luer & Andreetta: Ecuador.[9]
- Dracula hirtzii Luer: Südwestliches Kolumbien bis Ecuador.[9]
- Dracula houtteana (Rchb.f.) Luer: Kolumbien.[9]
- Dracula immunda A.Doucette: Panama.[9]
- Dracula inaequalis (Rchb.f.) Luer & R.Escobar: Kolumbien.[9]
- Dracula incognita Luer & R.Escobar: Kolumbien.[9]
- Dracula inexperata Pupulin: Costa Rica.[9]
- Dracula insolita Luer & R.Escobar: Kolumbien (Valle del Cauca).[9]
- Dracula janetiae (Luer) Luer: Zentrales Peru.[9]
- Dracula kareniae Luer & Dalström: Ecuador.[9]
- Dracula lafleurii Luer & Dalström: Nordwestliches Ecuador.[9]
- Dracula lehmanniana Luer & R.Escobar: Kolumbien (Valle del Cauca).[9]
- Dracula lemurella Luer & R.Escobar: Kolumbien.[9]
- Dracula leonum Luer: Peru.[9]
- Dracula levii Luer: Südwestliches Kolumbien bis nordwestliches Ecuador.[9]
- Dracula ligiae Luer & R.Escobar: Kolumbien.[9]
- Dracula lindstroemii Luer & Dalström: Nordwestliches Ecuador.[9]
- Dracula lotax (Luer) Luer: Östliches Ecuador.[9]
- Dracula maduroi Luer: Panama.[9]
- Dracula mantissa Luer & R.Escobar: Südwestliches Kolumbien bis nordwestliches Ecuador.[9]
- Dracula marieae Cavestro & J.Fernandez: Ecuador.[9]
- Dracula marinii Baquero: Ecuador.[9]
- Dracula marsupialis Luer & Hirtz: Ecuador.[9]
- Dracula mendozae Luer & V.N.M.Rao: Ecuador.[9]
- Dracula minax Luer & R.Escobar: Kolumbien.[9]
- Dracula mopsus (F.Lehm. & Kraenzl.) Luer: Ecuador.[9]
- Dracula morleyi Luer & Dalström: Ecuador.[9]
- Dracula navarrorum Luer & Hirtz: Ecuador.[9]
- Dracula nigritella Luer: Ecuador.[9]
- Dracula nosferatu Luer & R.Escobar: Kolumbien.[9]
- Dracula nycterina (Rchb.f.) Luer: Kolumbien.[9]
- Dracula octavioi Luer & R.Escobar: Südwestliches Kolumbien.[9]
- Dracula olmosii Luer & Maduro: Panama.[9]
- Dracula ophioceps Luer & R.Escobar: Südwestliches Kolumbien.[9]
- Dracula orientalis Luer & R.Escobar: Nordöstliches Kolumbien.[9]
- Dracula ortiziana Luer & R.Escobar: Kolumbien (Valle del Cauca).[9]
- Dracula papillosa Luer & Dodson: Nordwestliches Ecuador.[9]
- Dracula pholeodytes Luer & R.Escobar: Nordöstliches Kolumbien.[9]
- Dracula pileus Luer & R.Escobar: Kolumbien.[9]
- Dracula polyphemus (Luer) Luer: Ecuador.[9]
- Dracula portillae Luer & Andreetta: Ecuador.[9]
- Dracula posadarum Luer & R.Escobar: Kolumbien.[9]
- Dracula presbys Luer & R.Escobar: Kolumbien.[9]
- Dracula psittacina (Rchb.f.) Luer & R.Escobar: Kolumbien.[9]
- Dracula psyche (Luer & Andreetta) Luer: Ecuador.[9]
- Dracula pubescens Luer & Dalström: Ecuador.[9]
- Dracula pusilla (Rolfe) Luer: Südliches Mexiko bis Panama.[9]
- Dracula radiosa (Rchb.f.) Luer: Kolumbien bis nordwestliches Ecuador.[9]
- Dracula rezekiana Luer & R.Hawley: Costa Rica.[9]
- Dracula robledorum (P.Ortiz) Luer & R.Escobar: Kolumbien.[9]
- Dracula roezlii (Rchb.f.) Luer: Westliches Kolumbien.[9]
- Dracula rojasii N.Peláez, Buit-Del. & Gary Mey.: Kolumbien.[9]
- Dracula saulii Luer & Sijm: Peru.[9]
- Dracula schudelii Luer & Hirtz: Ecuador.[9]
- Dracula senex-furens N.Peláez, Buit-Del. & Gary Mey.: Kolumbien.[9]
- Dracula sergioi Luer & R.Escobar: Kolumbien.[9]
- Dracula severa (Rchb.f.) Luer: Kolumbien.[9]
- Dracula sibundoyensis Luer & R.Escobar: Südwestliches Kolumbien bis nördliches Ecuador.[9]
- Dracula sijmii Luer: Vermutlich Ecuador.[9]
- Dracula simia (Luer) Luer: Südöstliches Ecuador.[9]
- Dracula smaug Baquero & Gary Mey.: Ecuador.[9]
- Dracula sodiroi (Schltr.) Luer: Ecuador.[9]
- Dracula soennemarkii Luer & Dalström: Ecuador.[9]
- Dracula spectrum (Rchb.f.) A.Doucette (Syn.: Dracula platycrater (Rchb.f.) Luer): Kolumbien.[9]
- Dracula syndactyla Luer: Südwestliches Kolumbien.[9]
- Dracula terborchii Luer & Hirtz: Ecuador.[9]
- Dracula tobarii Luer & Hirtz: Ecuador.[9]
- Dracula trichroma (Schltr.) Hermans (Syn.: Dracula iricolor (Rchb.f.) Luer & R.Escobar): Kolumbien bis nordwestliches Ecuador.[9]
- Dracula trigonopetala Gary Mey. & Baquero ex A.Doucette: Ecuador.[9]
- Dracula trinympharum Luer: Ecuador.[9]
- Dracula tsubotae Luer: Südwestliches Kolumbien.[9]
- Dracula tubeana (Rchb.f.) Luer: Ecuador.[9]
- Dracula ubangina Luer & Andreetta: Ecuador.[9]
- Dracula vampira (Luer) Luer: Ecuador.[9]
- Dracula veleziana Luer & V.N.M.Rao: Kolumbien.[9]
- Dracula velutina (Rchb.f.) Luer: Kolumbien.[9]
- Dracula venefica Luer & R.Escobar: Kolumbien.[9]
- Dracula venosa (Rolfe) Luer: Westliches Kolumbien bis Ecuador.[9]
- Dracula verticulosa Luer & R.Escobar: Kolumbien (Valle del Cauca).[9]
- Dracula vespertilio (Rchb.f.) Luer: Nicaragua bis Ecuador.[9]
- Dracula vierlingii Luer & Sijm: Ecuador.[9]
- Dracula villegasii Königer: Kolumbien.[9]
- Dracula vinacea Luer & R.Escobar: Kolumbien.[9]
- Dracula vlad-tepes  Luer & R.Escobar: Nordöstliches Kolumbien.[9]
- Dracula wallisii (Rchb.f.) Luer: Westliches Kolumbien.[9]
- Dracula woolwardiae (F.Lehm. & Kraenzl.) Luer: Westliches und zentrales Ecuador.[9]
- Dracula xenos Luer & R.Escobar: Kolumbien (Valle del Cauca).[9]- Ist eventuell eine Kreuzung zwischen Masdevallia picturata und einer Dracula-Art.

Und die Hybriden:
- Dracula × anicula Luer & R.Escobar  = (Dracula cutis-bufonis × Dracula wallisii)
- Dracula × radiosyndactyla Luer  = (Dracula radiosa × Dracula syndactyla)
- Dracula × pinasensis Zambrano & Solano = (Dracula mopsus × Dracula ophioceps)